# إدموند سنو كاربنتر
إدموند سنو كاربنتر (بالإنجليزية: Edmund Snow Carpenter) هو عالم إنسان أمريكي، ولد في 2 سبتمبر 1922 في روتشستر في الولايات المتحدة، وتوفي في 1 يوليو 2011 في قرية ساوتهمبتون في الولايات المتحدة.